# Todarodes

Todarodes — род головоногих моллюсков из отряда десятируких семейства Ommastrephidae. Входит в подсемейство Todarodinae, для которого является типовым родом. Род содержит пять видов, которые частично аллопатричны, но при этом их ареалы охватывают большую часть Мирового океана. Являются ценными промысловыми моллюсками. Один из видов, Todarodes pacificus, составляет половину всего улова головоногих моллюсков в мире.

## Виды
- Todarodes angolensis
- Todarodes filippovae
- Тихоокеанский кальмар (Todarodes pacificus)
- Todarodes pusillus
- Todarodes sagittatus